# Балуффи, Гаэтано
Гаэтано Балуффи (итал. Gaetano Baluffi; 28 марта 1788, Анкона, Папская область — 11 ноября 1866, Имола, королевство Италия) — итальянский куриальный кардинал и папский дипломат. Епископ Баньореджо с 29 июля 1833 по 9 сентября 1836. Апостольский интернунций в Новой Гранаде (Колумбия) и апостольский делегат в Новой Гранаде и Южной Америке, за исключением Бразилии, с 9 сентября 1836 по 30 июня 1842. Архиепископ Камерино с 27 января 1842 по 21 апреля 1845. Титулярный архиепископ Перге с 21 апреля 1845 по 21 сентября 1846. Секретарь Священной Конгрегации по делам епископов и монашествующих с 22 апреля 1845 по 21 сентября 1846. Епископ-архиепископ Имолы с 21 сентября 1846. Кардинал-священник с 21 декабря 1846, с титулом церкви Санти-Марчеллино-э-Пьетро с 14 июня 1847.